# Pyrostria pendula
Pyrostria pendula är en måreväxtart som beskrevs av Lantz, Klack. och Sylvain G. Razafimandimbison. Pyrostria pendula ingår i släktet Pyrostria och familjen måreväxter. Inga underarter finns listade i Catalogue of Life.